# Parque Estadual da Ilha de Mackinac
O Parque Estadual da Ilha de Mackinac (em inglês: Mackinac Island State Park), anteriormente Parque Nacional de Mackinac (em inglês: Mackinac National Park), é uma área protegida dos Estados Unidos localizada em Michigan.

## Histórico
O Parque Nacional de Mackinac existiu entre 1875-1895, tendo sido o segundo parque nacional nos Estados Unidos, depois do Parque Nacional de Yellowstone, nas Montanhas Rochosas. O parque foi criado em resposta à crescente popularidade da ilha, um resort de verão. Sua criação foi em grande parte o resultado de esforços por parte dos Estados Unidos o senador Thomas W. Ferry, um nativo da ilha. 

## Recategorização
Em 1895, a pedido do governador de Michigan, John T. Rich, o parque foi entregue para o estado de Michigan, tornando-se o Parque Estadual da Ilha de Mackinac, o primeiro parque estadual em Michigan.